# Silleros del Rosario
Silleros del Rosario är en ort i Mexiko.   Den ligger i kommunen Dolores Hidalgo och delstaten Guanajuato, i den centrala delen av landet, 270 km nordväst om huvudstaden Mexico City. Silleros del Rosario ligger 2 078 meter över havet och antalet invånare är 110.
Terrängen runt Silleros del Rosario är kuperad åt nordväst, men åt sydost är den platt. Runt Silleros del Rosario är det ganska tätbefolkat, med 93 invånare per kvadratkilometer. Närmaste större samhälle är Dolores Hidalgo, 12,3 km nordost om Silleros del Rosario. Trakten runt Silleros del Rosario består i huvudsak av gräsmarker.